# Mary Somerville
Mary Somerville (født 26. december 1780 i Jedburgh, Scottish Borders, død 28. november 1872 i Napoli) var en engelsk naturvidenskabelig forfatter. Hun var datter af admiral William George Fairfax og i andet ægteskab gift med lægen William Somerville.
Mary Somerville har skrevet The mechanism of the heavens (1832), On the connexion of the physical sciences (1849, 10. udgave 1877), Physical geography (2 bind, 1839, 7. udgave 1877), Molecular and microscopic sciences (2 bind, 1869) foruden enkelte mindre notitser i meddelelserne fra Royal Society i London og Videnskabsselskabet i Paris.